# خوان تشانغ
خوان تشانغ (بالألمانية: Juan Chang)‏ (17 نوفمبر 1987 بهايدلبرغ في ألمانيا - ) هو لاعب كرة قدم ألماني في مركز الهجوم. لعب مع كولورادو رابيدز وWestern Suburbs FC ‏ وAntigua GFC ‏ وكانتربيري يونايتد وCascade Surge ‏ وRochester Thunder ‏ ونادي أورورا.

## وصلات خارجية
- خوان تشانغ على موقع قاعدة بيانات كرة القدم.إي يو (الإنجليزية)
- خوان تشانغ على موقع Soccerway.com (الإنجليزية)